# Ommatius triangularis
Ommatius triangularis là một loài ruồi trong họ Asilidae. Ommatius triangularis được Scarbrough miêu tả năm 2002. Loài này phân bố ở vùng Tân nhiệt đới.